# Барони, Массимо Энрико
Массимо Энрико Барони (итал. Massimo Enrico Baroni, род. 28 апреля 1973 года в Катании) — итальянский политик, депутат Палаты депутатов Италии от Движения пяти звёзд.

## Биография
Имеет психологическое образование, специалист по реабилитации лиц, страдающих психическими расстройствами.
Избран в Палату депутатов 5 марта 2013 года по итогам парламентских выборов от избирательного округа Лацио 1. С 7 мая 2013 года по 15 июня 2016 года заседал в XII комиссии (по социальным вопросам), с 15 июня 2016 года — член XIV комиссии (по Европейскому союзу). С 15 марта 2016 года также состоит в Парламентской комиссии по расследованию смерти военного Эмануэле Шери.